# Phan Huy Khảng
Phan Huy Khảng (ur. 30 sierpnia 1938) – wietnamski strzelec, olimpijczyk. 
Brał udział w igrzyskach olimpijskich w 1980 (Moskwa). Wystartował tylko w konkurencji pistoletu dowolnego z odl. 50 m, w której zajął 20. miejsce. 

## Wyniki olimpijskie
| Igrzyska | Konkurencja            | Wynik                           | Miejsce    | Źródło |
| -------- | ---------------------- | ------------------------------- | ---------- | ------ |
| IO 1980  | Pistolet dowolny, 50 m | 550 punktów (91-89-93-93-93-91) | 20 (na 33) | [ 1 ]  |